# Viljandi kommun
Viljandi kommun (estniska: Viljandi vald) är en kommun (landskommun) i landskapet Viljandimaa i södra Estland. Kommunens centralort är staden Viljandi som dock inte ingår i kommunen utan istället utgör en egen kommun (stadskommun), helt och hållet omsluten av landskommunen med samma namn.
Viljandi kommun bildades 2013 genom en sammanslagning av de fyra dåvarande kommunerna Paistu, Pärsti, Saarepeedi och Viiratsi.
Den 25 oktober 2017 uppgick Kolga-Jaani kommun och Tarvastu kommun i Viljandi kommun.

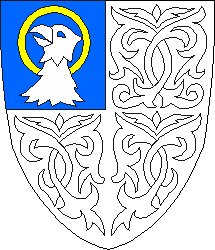
Kolga-Jaani kommunvapen från 1995.
Paistu kommunvapen från 1994.
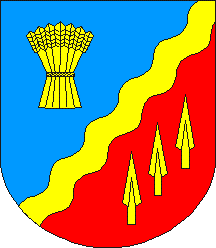
Pärsti kommunvapen från 1996.
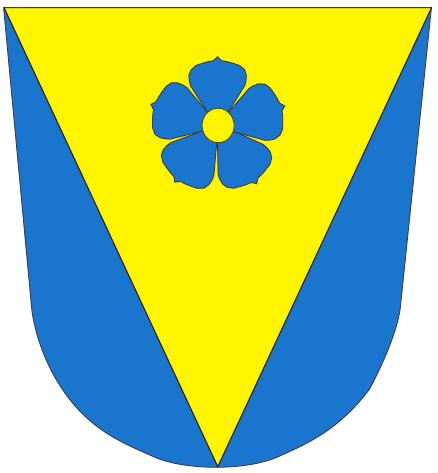
Saarepeedi kommunvapen.
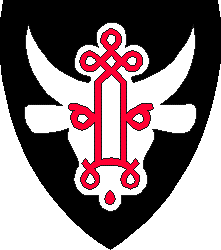
Tarvastu kommunvapen från 1997.
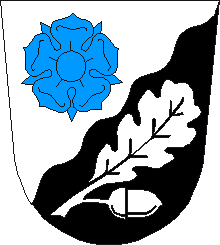
Viiratsi kommunvapen från 1995.

## Orter
I Viljandi kommun finns fyra småköpingar och 126 byar.

### Småköpingar
- Kolga-Jaani
- Mustla
- Ramsi
- Viiratsi

### Byar
- Aidu
- Aindu
- Alustre
- Anikatsi
- Auksi
- Eesnurga
- Heimtali
- Hendrikumõisa
- Holstre
- Intsu
- Jakobimõisa
- Jõeküla
- Jämejala
- Järtsaare
- Järveküla
- Kaavere
- Kalbuse
- Kannuküla
- Karula
- Kassi
- Kibeküla
- Kiini
- Kiisa
- Kingu
- Kivilõppe
- Koidu
- Kokaviidika
- Kookla
- Kuressaare
- Kuudeküla
- Kärstna
- Laanekuru
- Lalsi
- Leemeti
- Leie
- Loime
- Lolu
- Loodi
- Luiga
- Lätkalu
- Maltsa
- Marjamäe
- Marna
- Matapera
- Meleski
- Metsla
- Moori
- Muksi
- Mustapali
- Mustivere
- Mõnnaste
- Mäeltküla
- Mähma
- Odiste
- Oiu
- Oorgu
- Otiküla
- Pahuvere
- Paistu
- Parika
- Peetrimõisa
- Pikru
- Pinska
- Pirmastu
- Porsa
- Puiatu
- Pulleritsu
- Põrga
- Päri
- Pärsti
- Raassilla
- Raudna
- Rebase
- Rebaste
- Ridaküla
- Rihkama
- Riuma
- Roosilla
- Ruudiküla
- Saareküla
- Saarepeedi
- Savikoti
- Sinialliku
- Soe
- Sooviku
- Suislepa
- Sultsi
- Surva
- Taari
- Tagamõisa
- Taganurga
- Tarvastu
- Tinnikuru
- Tobraselja
- Tohvri
- Turva
- Tusti
- Tõnissaare
- Tõnuküla
- Tõrreküla
- Tänassilma
- Tömbi
- Unametsa
- Uusna
- Vaibla
- Valma
- Vanamõisa
- Vanausse
- Vana-Võidu
- Vanavälja
- Vardi
- Vardja
- Vasara
- Veisjärve
- Verilaske
- Viisuküla
- Vilimeeste
- Villa
- Vissuvere
- Vooru
- Võistre
- Väike-Kõpu
- Välgita
- Väluste
- Ämmuste
- Ülensi